# Mie Bjørndal Ottestad
Mie Bjørndal Ottestad (* 17. Juli 1997 in Oslo) ist eine norwegische Radrennfahrerin.

## Sportliche Laufbahn
Von 2017 bis 2020 fuhr Ottestad für den belgischen Radsportclub De Sprinters Malderen, blieb aber international ohne nennenswerte Ergebnisse. Auf nationaler Ebene gewann sie 2020 den Titel im Straßenrennen. Daraufhin wurde sie 2021 Mitglied im luxemburgischen UCI Women’s Continental Team Andy Schleck-CP NVST-Immo Losch, mit dem sie weitere Erfahrung auf internationaler Ebene sammelte.
Zur Saison 2022 wechselte Ottestad zum neu gegründeten norwegischen Uno-X Pro Cycling Team. In der Saison 2023 erzielte sie mit der Nationalmannschaft auf der letzten Etappe der Vuelta Ciclista Andalucia Ruta Del Sol ihren ersten Sieg bei einem UCI-Rennen und als Zweite der Gesamtwertung auch ihr bis dahin bestes Ergebnis bei einer Rundfahrt. Zudem wurde sie im Juni nationale Meisterin im Einzelzeitfahren. In der Folgesaison gewann sie auch erstmals für ihr Team und sicherte sich die Gesamtwertung der Tour de Normandie Féminin. Auf nationaler Ebene wurde sie zum zweiten Mal Meisterin im Straßenrennen.
In der Wintersaison startet Ottestadt gelegentlich im Cyclocross, bis 2023 wurde sie dabei dreimal norwegische Meisterin.

## Erfolge
2019
- Norwegische Meisterin – Cyclocross
- Norwegische Meisterin – Mannschaftszeitfahren

2020
- Norwegische Meisterin – Straßenrennen

2021
- Norwegische Meisterin – Cyclocross

2023
- Norwegische Meisterin – Einzelzeitfahren
- Norwegische Meisterin – Cyclocross
- eine Etappe Vuelta Ciclista Andalucia Ruta Del Sol

2024
- Gesamtwertung Tour de Normandie Féminin
- Norwegische Meisterin – Straßenrennen

2025
- eine Etappe und Punktewertung Vuelta Extremadura
- eine Etappe Vuelta a Burgos
- Gesamtwertung, eine Etappe und Punktewertung Tour of Norway Women